# Сырнева, Светлана Анатольевна
Светла́на Анато́льевна Сы́рнева (26 октября 1957, д. Русское Тимкино Уржумского района, Кировская область, РСФСР, СССР) — русская советская поэтесса, педагог. Член Союза писателей России, секретарь Союза писателей России, общественного совета журнала «Наш современник».  Почётный гражданин Уржумского района.
Лауреат Малой литературной премии России (1997) и ряда других премий .

## Биография

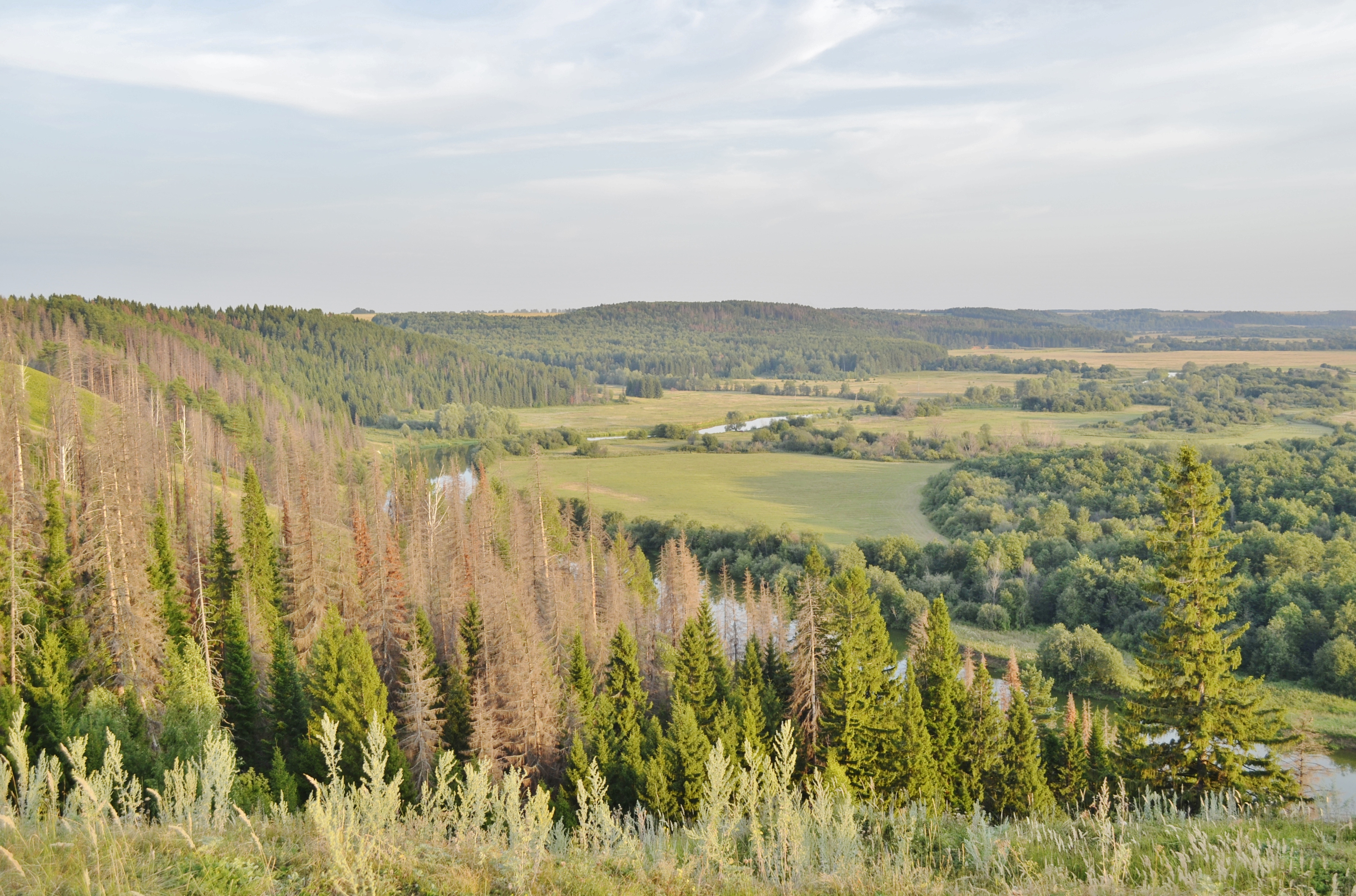
Окрестности Уржумского района, малой родины Светланы Сырневой.

Сырнева Светлана Анатольевна родилась в 1957 году в деревне Русское Тимкино Уржумского района Кировской области, в учительской семье.
О своём детстве Сырнева писала: «Я росла в небольшой вятской деревне. Электричество в неё провели в год полёта Гагарина в космос — 1961 г. Стихи писала с раннего детства. Шила в мешке не утаишь, и уже в начальной школе я выступала со своими виршами на сцене. В третьем классе поехала в соседнее село на смотр художественной самодеятельности. Была зима, мороз. Нас, участников концерта, везли на открытых тракторных санях по бездорожью, и потому все мы были в валенках. В этих валенках я и вылезла на сцену. Жили мы бедно, и туфли купить было не на что, да и никто из деревенских детей тогда в туфлях не ходил…».
После окончания Кировского государственного педагогического института работала учительницей русского языка и литературы, редактором уржумской районной газеты, корреспондентом кировских областных газет. Работала в пресс-службе администрации города Кирова. Избиралась председателем областной организации Союза писателей России.
Сочинять стихи стала с семи лет, а с 1967 года они публиковались в районной газете «Кировская искра». Ответственный секретарь газеты Евгений Петрович Замятин стал первым критиком и первым учителем в литературе.
В годы юности занималась в литературном объединении при Кировской писательской организации. Доброжелательно к творчеству Сырневой относился поэт-фронтовик Овидий Любовиков.
В 1982 году на областном семинаре стихи Сырневой получили высокую оценку писателей Кировской области, наряду с другими молодыми поэтами М. Котомцевой, Е. Жуйковым, А. Вепрёвым, Е. Наумовой. Рукопись первой книги Светланы Сырневой была рекомендована к изданию в «Волго-Вятском книжном издательстве», но книга «Ночной грузовик» увидела свет спустя семь лет.
В мае 1985 года перебралась в Киров.
В 1989 году Светлана Сырнева была участником IX Всесоюзного совещания молодых литераторов, где её стихи также получили высокую оценку руководителей семинара (семинар Н. Старшинова и Н. Дмитриева).
В 1996 году была удостоена Всероссийской литературной премии «Традиция» Союза писателей России за сборник «Сто стихотворений»; а в 1998 году за поэтические публикации в журнале «Наш современник» — Малой литературной премии России.
В 90-м Светлана Сырнева вошла в общественный совет журнала «Наш современник».
                    Д. П. Ильину 

Помню, осень стоит неминучая,

восемь лет мне, и за руку  мама:

«Наша Родина — самая лучшая

и богатая самая».

В пеших далях — деревья корявые,

дождь то в щёку, то в спину.

И в мои сапожонки дырявые

заливается глина.

Образ детства навеки —

как мы входим в село на болоте.

Вот и церковь с разрушенным верхом,

вся в грачином помёте.

Лавка низкая керосинная

на минуту укроет от ветра.

«Наша Родина самая сильная,

наша Родина — самая светлая».

Нас возьмёт грузовик попутный,

по дороге ползущий юзом,

и опустится небо мутное

к нам в дощатый гремучий кузов.

  

И споёт во все хилые ребра

октябрятский мой класс бритолобый:

«Наша Родина самая вольная,

наша Родина — самая добрая».

  

Из чего я росла-прозревала,

что сквозь сон розовело?

Скажут: обворовала

безрассудная вера!

 

Ты горька, как осина,

но превыше и лести, и срама —

моя Родина, самая сильная

и богатая самая.

О творчестве Светланы Сырневой писали Николай Старшинова, Вадим Кожинов, Юрий Кузнецов, Станислав Куняев, Владислав Артёмов, Валерий Ганичев и др.
Публиковалась в журналах «Наш современник», «Подъём», «Москва», «Новый мир», «Волга», «Дальний Восток», «Сибирские огни», «Нижний Новгород», «Ротонда», «Русское эхо», «Поэзия», «Берега», «Сура», «Русская провинция», «Бийский вестник», «Родная Ладога», «Берега Тавриды», «Литература в школе» и др.; в коллективных сборниках «Встречи» (Киров, Горький), «Вечерний альбом», «Русский секрет», «Лучшие стихи года», «На границе тысячелетий. Страницы русской лирики»; в антологиях «Вятская поэзия XX века», «Русская поэзия. XXI век»; в альманахе «День поэзии», «Вятка литературная», «Гостиный Дворъ», «Под часами», ««Коломенский альманах»»; в газетах «Литературная Россия», «Литературная газета», «Библиотечная газета», «Вятский край» и др.; в областных и районных изданиях.

В 2020 году в Центральном доме Литераторов состоялся творческий вечер Светланы Сырневой. О творчестве Светланы Анатольевны говорили Николай Иванов, Владимир Смирнов, Владимир Крупин, Геннадий Иванов, Николай Дорошенко, Виктор Кирюшин. Выступивший на вечере профессор Литинститута Владимир Смирнов сказал: 
Стихи Сырневой нежны и текучи, с ними хорошо. Они думают сами о нас. Когда-нибудь филологи и литературоведы опишут особенности художественного мира Светланы Сырневой, сегодня же можно признать, что её стихи обладают чертами истинного и прекрасного…
Светлана Анатольевна Сырнева автор книг «Ночной грузовик», «Сто стихотворений», «Страна равнин», «Сорок стихотворений», «Белая дудка», «Утро Уржума» и др.
Живёт и работает в Кирове.

### Книги
- Светлана Сырнева Ночной грузовик: Стихи. — Худож. О. А. Колчанова. — Киров: Волго-Вятское книжное издательство: Киров. отд-ние, 1989. — 39 с.; ISBN 5-7420-0129-0 (комплект/кассета первых книг молодых авторов)
- Светлана Сырнева Сто стихотворений. — Киров: Б. и., 1994. — 140 с.; В пер.; ISBN.
- Светлана Сырнева Глаголев: Роман в стихах (1997)
- Светлана Сырнева Страна равнин: Стихи. — Послесловие Д. Ильин. 89-93 с. / Худож. Д. Н. Елизаров. — Киров: КОГУП «Кировская областная типография», 1998. — 96 с.; ил.; 1000 экз. — ISBN 5-88186-225-2
- Светлана Сырнева Сорок стихотворений. — Киров, 2004. — 47. (Народная библиотека)
- Светлана Сырнева Новые стихи. — М., 2005. — 63 с.; ISBN 5-9533-1229-6 (Поэтическая серия Новые стихи; вып. 4)
- Светлана Сырнева Ночь ледохода: поэтическая коллекция Алены Лариной "Свободная стихия". — М.: Спорт и Культура, 2000, 2013. — 216 с.; цв. ил. ISBN 978-5-91775-120-7
- Светлана Сырнева Утро Уржума: Избранное. — Киров: ВЕСИ, 2017. — 159 с.: ил., портр; 150 экз. — ISBN 978-5-4338-0341-1 (Таланты земли Уржумской)
- Светлана Сырнева Стихотворения. — М.: Российский писатель, 2023. — 54 с.: портр.; 1000 экз. —  ISBN 978-5-91642-334-1 (Книжная серия Совета молодых писателей СПР "Запрещённая русская поэзия")

### Избранные произведения
- Светлана Сырнева Избранные стихи. — предислов. В. Смирнов. — М.: ИТРК, 2008. — 191 с. ISBN 5-88010-247-5
- Светлана Сырнева Белая дудка: Избранные стихотворения: Роман в стихах. — Киров: О-Краткое, 2010. — 287 с.: портр.; в пер.; ISBN 978-5-91402-074-0 (Антология вятской литературы: АВЛ; Т. 13)

### Сборники, альманахи
- Встречи: Произведения кировских авторов. — Сост. Н. И. Перминова, М. П. Чебышева. — [С. Сырнева: C.73—76: Прописи. Тот край. «Мне томительно не спалось...». Воскресная песня. Деревенские наряды. (Стихи)] — Киров: Волго-Вятское кн. изд-во, Кировское отд., 1988. — 176 с.; 10 000 экз.
- Вечерний альбом: Стихи русских поэтесс. — М., 1991. — С. 213—220: «Когда уходил ты, я спорить не стала с судьбой…», «Образумишься, когда затопит…», Прописи, Деревенские наряды, Август, Встреча, Цикорий, «В очи ночь, прикладом ветер в спину…», «Пригород, парк, припорошенный падшей сухой…», Ночной грузовик, Маленький город, «Мимо Вашего дома — снег…», «Проживу, как поляна в бору…», «На обочине — сена воз…» (стихи).
- Русская поэзия. XX век. Антология. — Под редакцией В. А. Кострова. [С. Сырнева; биб. справ. — C. 841—842: Прописи. «Поживу, как поляна в бору...». «Роща моя печальная...». «День за днём расстилает пурга...». Встреча. (стихи)]. — М.: ОЛМА—ПРЕСС, 1999. — 926 с.; В пер.; ил.; 11 000 экз. — ISBN 5-224-00134-X
- Литбригада / Светлана Сырнева [и др.]. С. 7-24. — Киров: Кир. обл. писат. орг., 2003. — 79 с.: портр.; 1400 экз. — ISBN 5-87291-040-1 (Народная библиотека)
- На границе тысячелетий. Страницы русской лирики. — Состав. и автор предислов. В. П. Смирнов. / Светлана Сырнева, С. 9-86. (Юрий Беличенко, Виктор Верстаков, Сергей Попов, Александр Сорокин).  — М.: Издательство Литературного института имени А. М. Горького, 2011. — 446 с.; в пер. — 1000 экз.
- О, древний город, давший мне приют: Сборник стихов вятских поэтов к 650-летнему юбилею города Кирова. — Киров: Кировская обл. типогр., 2024. — 176 с.; Светлана Сырнева: [Стихи] С.29-33. — ISBN 978-5-498-01070-0

## Цитаты
В стихах Сырневой, безукоризненных по форме, слова наполнены огромным содержанием. В каждой строке её живёт и дышит русский дух, проходящий сквозь века и пространства. Дыхание, которое держит крепче корня…
— Владислав Артёмов,

Когда нашу страну сами же властители-предатели изничтожали и презирали, протестом прозвучало Ваше великое стихотворение «Прописи»: «Наша Родина — самая лучшая… // …Наша Родина — самая сильная, // наша Родина — самая светлая».
В этих Ваших строчках — признание  в любви  своему родному русскому народу, его героической истории и вера в достойное будущее России.
— Валерий Ганичев

Серьёзный поэт, переживающий каждое слово стиха. Поэзия без пустот. Без истерического самообнажения. С крепкой, плотной образностью. Словом, истинный поэт.
— Юрий Кузнецов

## Премии и награды
- Премия «Традиция» (1996)
- Малая литературная премия России (1997)[11]
- Почётная грамота СП России (1999)
- Пушкинская премия «Капитанская дочка» (2002)[12]
- Премия им. Н. Заболоцкого (2006)
- Премия им. К. Бальмонта (2007)
- Премия им. А. Фатьянова (2008)[13]
- Медаль в честь 90-летия ВЛКСМ (2008)
- Орден Достоевского первой степени (общественная награда Пермского края)[14][15]
- Почётный гражданин Уржумского района (2017)
- Медаль «Василий Шукшин» — за вклад в российскую литературу и сохранение русского языка (2017)[16]
- Дипломант и лауреат многих литературных конкурсов[17]

## Семья
Супруг Сергей Ухов — краевед. Дочь Ксения — администратор стоматологической фирмы.